# Ryōta Nakaoka
Ryōta Nakaoka (jap. 中岡 涼太, Nakaoka, Ryōta; * 23. September 1989 in Osaka) ist ein japanischer Fußballspieler.

## Karriere
Der Abwehrspieler spielte zunächst für die Hatsushiba Hashimoto High School in Wakayama und begann seine Fußballkarriere in der japanischen Universitätsliga bei der Mannschaft der Kansai-Universität aus Suita. 2010 verpflichtete ihn der FC Osaka, mit dem er in der Folge mehrere regionale Meistertitel errang. 2011 stieg man ungeschlagen in die Division 2 auf und 2012 gewann er mit Osaka den Titel in der Division 1. Im Januar 2013 ging Ryōta Nakaoka nach Australien, wo er sich zunächst dem viertklassigen Team Rochedale Rovers FC aus Brisbane anschloss. Nach einem Jahr wechselte er im Januar 2014 zum Zweitligisten Moreton Bay United FC, der in der National Premier Leagues 2015 die Endrunde um die Meisterschaft erreichte. Im Juli 2015 verließ er den Verein und war zunächst vereinslos. Nakaoka wechselte erneut den Kontinent und kam nach Deutschland. In der Winterpause 2015/16 nahm ihn der Oberligist VfR Fischeln unter Vertrag. Nach eineinhalb Jahren dort wechselte Nakaoka zur Saison 2017/18 zum VfB Speldorf. Nach dem Abstieg der Speldorfer aus der Oberliga wechselte er im Sommer 2019 zum SC Düsseldorf-West. Mit den Oberkasselern stieg er 2020 wieder in die Oberliga auf.